# Pollenia algira
Pollenia algira este o specie de muște din genul Pollenia, familia Calliphoridae. A fost descrisă pentru prima dată de Macquart în anul 1843.
Este endemică în Algeria. Conform Catalogue of Life specia Pollenia algira nu are subspecii cunoscute.